# کنسور
کِنسور یا سنسور (به لاتین: censor) نام کلانتری در روم باستان بود که مأمور نظارت بر سرشماری (census)، نظارت بر اخلاق عمومی (مشابه محتسب) و جنبه‌های خاصی از امور مالی بود. برداشت کِنسورهای رومی از اخلاق عمومی پایهٔ برداشت و کاربرد امروزی از سانسور است. نیکولو ماکیاولی، فیلسوف سیاسی ایتالیایی، در کتاب گفتارهایی در باب ده کتاب نخست تیتوس لیویوس منصب کنسوری را از عوامل حفظ آزادی درازمدت جمهوری روم می‌داند، چه این مأمورانِ حفظِ آداب و رسوم رومیان از رخنه‌ی فساد در کشور جلوگیری می‌کردند؛ مونتسکیو نیز قدرت ایشان را مفید به‌حال جمهوری می‌دانست که پایداری حکومت و استواری بنیان اجتماع در پرتو نظارت ایشان بود.
کنسور هر پنج سال به مسئولیت سرشماری∗ منصوب می‌شد، و در این مدت می‌توانست سناتورهای جدید را منصوب کند یا اینکه مُسن‌ها را حذف کند. اما از سال ۴۳۳ق. م به پیشنهاد دیکتاتور مامرکوس امیلیوس مامرکینوس∗مدت تصدی به ۱۸ ماه کاهش یافت. منصب کنسوری باپرستیژترین منصب در میان تمامی کلانتری‌های عادی بود چرا که تنها کنسول های سابق می‌توانستند بدان دست یابند. پس از اینکه کنسول‌ها و پرایتورها توسط مجمع چنتوراتا برای آن سال انتخاب شدند، کنسورها نیز توسط همان مجمع برگزیده می‌شدند. آنان [برخلاف دو کلانتر نامبرده] نه دارای ایمپریوم (اقتدار عالیه)∗ بودند و نه یک لیکتور آنان را همراهی می‌کرد. افزون بر آن، اختیار فراخوانی سنا یا دیگر مجامع رومی (مجمع چنتوراتا، مجمع پلبی‌ها و غیره) را نداشتند. به لحاظ نظری، آنان در رأس رتبه‌بندی کلانترها قرار داشتند (از جمله نسبت به کنسول‌ها و پرایتورها)؛ امّا این رتبه‌بندی تنها به سبب پرستیژ آنان بود، تا قدرت حقیقی شان. از آنجایی که کنسورها به آسانی می‌توانستند از این منصب سوءاستفاده کنند (به خاطر اقتداری که بر روی شهروندان داشتند)، تنها کنسول‌های سابق (معمولاً پاتریسی‌ها) را بدین سمت انتخاب می‌کردند، برای همین بود که این منصب پرستیژ بخصوصی داشت. اقدامات آنان نمی‌توانست با وتو منع شود، مگر با وتو از جانب تریبون پلبی‌ها (که کلانتر به تمام معنای کلمه محسوب نمی‌شدند) یا یک کنسور همکار.هیچ‌یک از کلانترهای عادی نمی‌توانست وتوی خود را علیه یک کنسور اعمال کند، چراکه به لحاظ سلسله مراتب از وی بالاتر نبود. امّا تریبونوس پلبیسها (تریبون پلبی‌ها) به سبب حُرمتی (مصونیتی) که داشتند ــ به عنوان نمایندگان مردم ــ می‌توانستند برخلاف بقیه وتوی خود را علیه هر اقدام یا شخصی، از جمله کنسورها، اِعمال کرده و به تنهایی عمل کنند. در مواردی که یک کنسور در جریان سرشماری می خواست موقعیت (به لاتین: status) یک شهروند را تقلیل دهد، ناچار بود ابتدا تأیید کنسور همکار خود را نیز اخذ کند، و نمی توانست در چنین مواردی به میل شخصی خود عمل کند. یک کنسور می‌توانست شهروندی که از سرشماری سرباز زده‌است یا اطلاعات نادرستی به وی داده را جریمه کند یا حتّی دارایی اش را بفروشد. دیگر اقداماتی که مشمول مجازات از سوی کنسور بودند عبارت بودند از رها کردن محصولات کشاورزی، فرار از خدمت نظامی، تخطی از انجام وظایف مدنی، اقدامات فاسد یا داشتن بدهی‌های سنگین. وی می‌توانست یک شهروند را به قبیله ای دیگر منتقل کند، یا یک نشانهٔ عدم صلاحیت (nota) در کنار نامش قرار دهد (که تبعاتی از جمله ضبط دارایی، تقلیل به قبیله ای پَست تر، یا حتّی سلب حق شهروندی داشت). بعدها، قانونی (Leges Clodiae∗) تصویب شد که به شهروندان عادی این امکان را داد که علیه این nota دادخواهی کنند. زمانی که سرشماری پایان می‌یافت، از سوی یکی از کنسورها جشنی به نام lustrum برگزار می‌شد. کنسورها وظایفی دیگر نیز داشتند که از جمله آنان مدیریت (نظارت بر) قراردادهای عمومی، و پرداخت‌های طرفین آن بود. هر اقدامی از سوی کنسورها که نیازمند هزینه کردن از خزانه داری (Aerarium) بود، باید از سوی سنا تصویب می‌شد.

## یادداشت
^ . به انگلیسی: Census، به ایتالیایی: Censimento
^ . Mamercus Aemilius Mamercinus
^ . Leges Clodiae یک سری قوانینی بودند که توسط تریبون مردم پوبلیوس کلودیوس پولکر، که مورد حمایت ژولیوس سزار نیز بود، در ۵۸ق. م تصویب شدند. این قانون حدود مشخصی برای اقتدار کنسورها در نظر گرفت و با الزامی کردن توافق دو کنسور بر سر قرار دادن nota کنار نام یک شهروند، قدرت و اختیار آنان را برای جریمه یا سلب حق شهروندی توده‌ها محدود کرد.